# Chłopowo (jezioro)
Chłopowo (niem. Klopp See) – jezioro rynnowe w Polsce, położone w województwie zachodniopomorskim, w powiecie choszczeńskim, w gminie Krzęcin.
Akwen leży na Pojezierzu Choszczeńskim, na północnych krańcach miejscowości Chłopowo. Największe jezioro gminy Krzęcin.
W systemie gospodarki wodnej podlega regionalnemu zarządowi gospodarki wodnej w Bydgoszczy, zarządowi zlewni w Pile i nadzorowi wodnemu w Wieleniu. Jest jednolitą częścią wód powierzchniowych PLLW10797 (Chłopowo), leżąc w regionie wodnym Noteci i obszarze dorzecza Odry. Ma typ 2a (jezioro o wysokiej zawartości wapnia, o małym wypływie zlewni, stratyfikowane).
W 1995 jezioro oceniono w drugiej klasie czystości. W 2015 jego stan ekologiczny sklasyfikowano jako umiarkowany, o czym przesądziło słabe nasycenie wód hypolimnionu tlenem, podczas gdy stan makrofitów, przezroczystości i przewodności elektrolitycznej wody był dobry, a fitoplanktonu i fitobentosu bardzo dobry. Stan chemiczny wód w tym samym roku nie osiągnął stanu dobrego, przy czym jedyną z badanych wówczas substancji priorytetowych, która przekroczyła normę, był benzo(g,h,i)perylen.